# Ahmad Fahrullah Alias
Ahmad Fahrullah Alias (* 26. Dezember 1990) ist ein malaysischer Straßenradrennfahrer.
Ahmad Fahrullah Alias wurde 2010 in Seri Menanti Dritter im Straßenrennen der malaysischen Meisterschaft hinter dem Sieger Mohammed Adiq Husainie Othman. Bei der Tour d’Indonesia startete er mit der malaysischen Nationalmannschaft. Nachdem er bei der vierten Etappe Vierter und bei der sechsten Etappen Fünfter wurde, gewann er die achte Etappe in Jember und die zehnte Etappe in Denpasar.

## Erfolge
2010
- zwei Etappen Tour d’Indonesia

2011
- eine Etappe Tour of Thailand